# Pośrednia Kopka
Pośrednia Kopka (1305 m n.p.m.) – reglowe wzniesienie pomiędzy Doliną Kościeliską a Doliną Lejową w Tatrach Zachodnich. Jest to jeden ze szczytów Kościeliskich Kopek, pozostałe to Przednia Kopka (1113 m) i Zadnia Kopka (1333 m). Zachodnie stoki Pośredniej Kopki opadają do Doliny Lejowej (u ich podnóża leży polana Huty Lejowe), północne do polany Biały Potok, wschodnie do Wściekłego Żlebu, północne sąsiadują z Zadnią Kopką. Głębokim żlebem Jaroniec pomiędzy Pośrednią i Przednią Kopką spływa potok Jaroniec. Na północno-wschodnim grzbiecie leży niewielka polana Kopka, dawniej wchodziła ona w skład Hali Kopka położonej na grzbiecie pomiędzy Pośrednią i Przednią Kopką.
Pośrednia Kopka przykryta jest skałami wapiennymi, tzw. płaszczowiną reglową, która powstała dalej na południu, a w środkowej części okresu kredy została nasunięta na spodnią warstwę skał. Jest cała zalesiona i należy do Wspólnoty Leśnej Uprawionych Ośmiu Wsi. Prowadzona jest w niej normalna gospodarka leśna. Nie jest udostępniona turystycznie.

## Przypisy

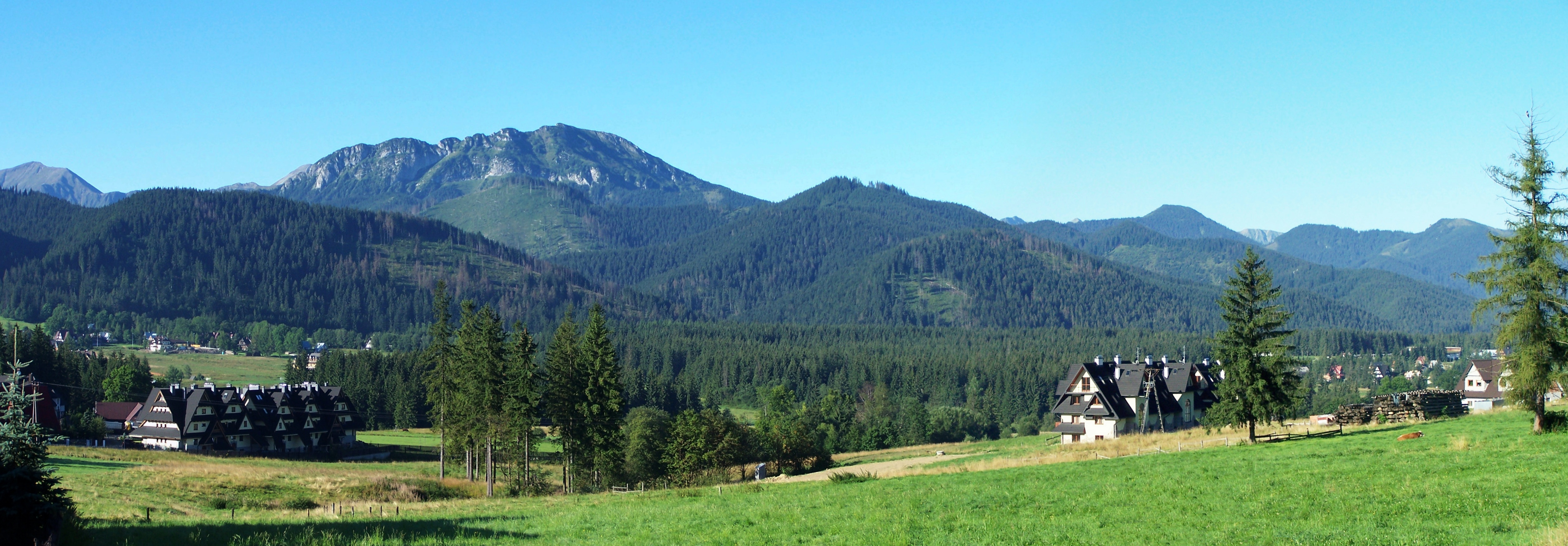
Pośrednia Kopka widoczna na prawo od Kominiarskiego Wierchu